# Miniatur Wunderland
Miniatur Wunderland je modelová železnice, podle Guinnessovy knihy rekordů největší na světě. Nachází se v Hamburku v historické čtvrti Speicherstadt a provozuje ji společnost Miniatur Wunderland Hamburg GmbH. Na ploše 1545 m2 jsou představeny různé oblasti světa v měřítku 1:87. Na více než 16 km tratí jezdí přibližně 1200 digitálně řízených vlaků s více než 10.000 vagony. Model dále obsahuje přibližně 4300 domů a mostů, přes 10 000 vozidel – přibližně 350 z nich projíždí zařízením samostatně – 52 letadel a asi 290 000 figurek. Z hlediska osvětlovací techniky má systém opakující se cyklus den / noc a téměř 500 000 vestavěných LED světel.